# 云雾雀儿豆
云雾雀儿豆（学名：Chesneya nubigena）为豆科雀儿豆属下的一个种。